# Прелог, Владимир
Владимир Пре́лог (босн. Vladimir Prelog; 23 июля 1906, Сараево, Босния — 7 января 1998, Цюрих) — швейцарский химик-органик хорватского происхождения. За свои достижения в области органической стереохимии, вместе с Джоном Корнфортом, удостоен Нобелевской премии по химии за 1975 год.

## Биография

### Детство и школьные годы
Владимир Прелог родился 23 июля 1906 года в Сараево, в Австро-Венгерской империи.  Он имел австрийские, северо-итальянские и хорватские корни. Незадолго до его рождения отец Владимира, Милан (1879-1931), работавший учителем старших классов в Хорватии, был отправлен в столицу (Сараево) недавно аннексированной провинции Босния и Герцеговина по австрийской государственной программе по улучшению образования. В то время данная программа являлась объединением культурно и религиозно различающихся сообществ: католических хорватов, греческих православных сербов, мусульман, чьи предки перешли в исламскую религию в период турецкого подданства, и потомков испанских евреев, которые иммигрировали из Испании в 1492 году. Хорвату по национальности, юному Владимиру не разрешалось играть с детьми из других групп. Позже он говорил о том, что у него было достаточно одинокое детство, пусть и счастливое. Одним из самых запоминающихся событий его детства стало присутствие на торжественной процессии встречи австрийского кронпринца Эрцгерцога Франца Фердинанда и его супруги Софии, которые прибыли с визитом в Сараево в знаменательный день 28 июня 1914 года. Владимир должен был бросить цветы перед машиной с гостями. Незадолго до того момента, как машина должна была добраться до него, принц с супругой были застрелены. Последовавшие за этим бунты и ограбление сербского населения в ходе конфликтов произвели впечатление на юного Прелога. На протяжении всей своей жизни он испытывал отвращение к торжественным церемониям, даже если они проводились по достойному поводу. Вскоре после начала Первой Мировой войны родители Прелога развелись. Владимир был отправлен в Загреб, столицу Хорватии, на попечение сестры его отца Ольги, которая была школьной учительницей. Впоследствии она оказала огромное влияние на его интеллектуальное развитие. Именно Ольга Прелог пробудила в Владимире интерес к науке и вдохновила на проведение первых химических опытов. В конце Первой мировой войны отец Прелога был назначен директором гимназии для девочек в городе Осиек. Владимир последовал за своим отцом и поступил в местную научно-ориентированную среднюю школу, где на него сильное влияние оказал его учитель химии Иван Курия. Он сумел разглядеть в новом ученике способности к химии и способствовал развитию практических навыков Владимира. Первая научная работа Прелога была написана под руководством именно Ивана Курии. В тот же год его отец был назначен профессором современной истории в университете Загреба. Там Прелог и окончил обучение в 1924 году.

### Университетские годы
После окончания школы Прелог отправился в Прагу, где успешно поступил в Школу химической инженерии при Чешском техническом университете. Помимо химии, он изучал математику и физику. Со временем Прелог разочаровался в том, как преподносят химию при обучении на технической специальности – сугубо как эмпирическую науку. Однако, по его словам, было одно исключение – его учитель, физико-химик Франц Вальд, последователь Оствальда и Маха. Вдохновителем Прелога на работу в области органической химии стал Рудольф Люке (1897-1960), ассистент профессора Эмиля Воточека. Всепоглощающий интерес Люке к полициклическим алкалоидам, таким как кокаин, хинин, морфин передался и его последователю Прелогу, которому, ещё во время студенчества, была дана привилегия участвовать в исследованиях Люке. Они были друзьями до самой смерти Люке. Позже Прелог говорил своим студентам, что лучший способ заниматься наукой – стать учеником мастера, который прекрасно себя зарекомендовал не только как учёный, но и как человек. В одной из своих работ с Люке Прелог выполнил синтез N-метил-2,5-дифенилпиррола и заметил, что кристаллы не только способны флуоресцировать, но также проявляют и феномен триболюминесценции. Насколько известно, структурные данные для этого вещества не были получены и структурное объяснение этого феномена до сих пор неизвестно. После восьми семестров обучения Прелог успешно сдал выпускной экзамен и получил диплом с отличием в 1928 году.
Докторскую диссертацию Прелог писал под формальным руководством Воточека. Прелогу было поручено исследовать рамноконволвулин, не так давно полученный гликозид. Эта задача была вскоре выполнена. Летом 1929 года он сдал докторский экзамен и отправился на поиски работы.

### Начало карьеры
В 1929 году было сложно найти достойную работу. Однако, один из друзей Люке, Готарт Дриза, был заинтересован в открытии новой лаборатории для выполнения синтезов по контракту. Он предложил Прелогу возможность организовать работу и руководить лабораторией. Так как Прелог был иностранцем, он не мог быть устроен на такую работу официально, но не было закона, запрещающего ему помогать друзьям. Дриза предоставил денежные средства Прелогу и также стал де факто первым студентом Прелога, хотя официально был закреплён за Воточеком. На работе Прелог занимался синтезом веществ для продажи, а в своё свободное время независимыми исследованиями. В 1932 году Прелог был призван на годовую службу в Королевские военно-морские силы Югославии. В 1933 году он женился на Камиле Витек, и в 1949 году у них родился их единственный сын - Ян.
В 1935 годы Прелог получил предложение о работе в университете Загреба. После долгих переговоров ему пообещали профессорскую должность, на что он частично согласился. В итоге, его назначили лектором с постоянной зарплатой по ставке доцента, но обязанности у него были, как у профессора, заведующего отделением. Однако, в его лаборатории не хватало необходимого оборудования, и не было денег на оплату труда сотрудников. Помощь пришла из небольшого коммерческого предприятия: директор небольшой местной фирмы по выпуску фармацевтической продукции решил расширить своё поле деятельности, включив в него наравне с выпуском уже известных медицинских препаратов также и новейшие разработки учёных (после прохождения клинических испытаний). Прелог согласился помочь в разработках, за что директор фирмы снабдил его денежными средствами на покупку нового оборудования для лаборатории, организацию работы со студентами и зарплаты новым работникам. Фирма “Плива” процветала –она стала самой крупной фармацевтической компанией во всей Югославии, а в настоящее время остаётся самой крупной в Хорватии. Прелог предложил компании производить не запатентованное соединение рубрум в больших количествах (которое входило в запатентованное германское лекарство Пронтозил), что привело к стремительному росту акций компании. Это соединение, известное под названием Стрептазол, принесло компании большие прибыли.
В результате Прелог смог позволить себе поездку в Швейцарский государственный технологический институт в Цюрихе. Поездка состоялась в 1937 году, и предполагала работу с Леопольдом Ружичкой (1887-1976). Благодаря работе в Загребе Прелог прославился на весь мир, и многие предрекали ему великолепную научную карьеру в Загребе. Однако начавшаяся Вторая мировая война и вторжение в Югославию изменили это.
Статьи Прелога в германских научных журналах привлекли внимание видного учёного, президента Германского Химического Общества, Рихарда Куна. Вскоре после начала войны Прелог получил приглашение прочитать несколько лекций в Германии, однако ответил не сразу. После оккупации немецкими войсками Югославии (апрель 1941), Прелог почувствовал себя в опасности, не столько из-за немецких оккупантов, сколько из-за хорватских фашистов. Он принял решение использовать приглашение Куна для того, чтобы добраться до Цюриха, где, как ему было известно, Ружичка предоставит убежище. Судя по автобиографическим заметкам Прелога, это было весьма непросто. В декабре 1941 года Прелог с женой иммигрировали в Цюрих, где и прожили до конца своей жизни. Лекции в Германии Прелог читал уже после окончания войны.

### Работа в Швейцарском технологическом институте (E.T.H.)
Вскоре после прибытия в E.T.H. Прелог стал важной частью коллектива лаборатории. В 1942 году он был назначен приват-доцентом, в 1945 году был удостоен звания профессора, а в 1947 году стал «экстраординарным» профессором (один из академических рангов, подразумевает профессора без кафедры). В 1950 году стал «ординарным» профессором. За свои работы вскоре Прелог получил мировую известность в научных кругах. Благодаря своим работам по изучению стрихнина он познакомился с сэром Робертом Робинсоном (1886-1975), которого он очень уважал, а также с Робертом Вудвордом (1917-1979), с которым он дружил до конца жизни. В 1947 году (а также в 1949 году) Прелог посетил Лондон с первой Столетней Лекцией для Королевского Химического Общества. В 1950 году он впервые поехал в США. В дальнейшем он совершал поездки в США неоднократно. Поступившее предложение о работе в Гарварде поторопило руководство E.T.H с назначением его профессором на постоянной основе.
Во время путешествий Прелог осознал, что органическая химия претерпевает основательные изменения в методологии. Это заставило его задуматься о создании необходимого инструментария и формировании инфраструктуры в лаборатории органической химии в E.T.H. В лаборатории царила «монархия» в смысле определения курса исследований и обучения, что привело к появлению нескольких исследовательских групп, организованных студентами Ружички. Они стремились к независимости, однако всё равно пересекались между собой по тому или иному исследовательскому вопросу. Ружичка вышел на пенсию в 1957 году и Прелог был назначен главой лаборатории. Вскоре после этого он пригласил для работы в лаборатории таких учёных, как Ганс Гутнтард, Оскар Егер, Эмиль Хардиггер, Эдгар Хайльброннер, Альберт Эшенмозер, Дуильо Аригони, и недавно прибывшего из Великобритании Джека Дуница. Прелог пообещал им профессорство в недалёком будущем. В 1965 году он, не желая быть «монархом» в лаборатории, разделил свои полномочия с несколькими более молодыми коллегами. Сейчас это кажется весьма обычным решением, но по тем временам оно было революционным. Он сделал это по причине того, что, в отличие от того же профессора Ружички, не любил власть, а также хотел больше времени и сил уделять научной работе.
В последующие годы лаборатория Прелога процветала. У Прелога были отличные студенты и бесчисленное количество постдокторантов и свободных работников. Кроме того, Прелог имел достаточно времени для путешествий, а именно на посещение других лабораторий, получения степеней почётного доктора во многих университетах. Помимо почётных докторских степеней, он также получил значительное количество медалей и премий. Несомненно, кульминацией этого стало присуждение ему в 1975 году Нобелевской Премии по химии “за исследования в области стереохимии органических молекул и реакций”. Через год он вышел на пенсию, но был незамедлительно зарегистрирован как «особый студент», что позволяло ему продолжать научную работу. В E.T.H. этого звания удостаивался не каждый выходивший на пенсию профессор – это звание присуждалось самым достойным. Прелог не имел обязанностей – он мог изучать, что хотел, в своё удовольствие. В своём автобиографическом эссе 1991 года («Мои 132 семестра изучения химии») он отметил, что, будучи учителем и исследователем, в конце жизни он опять стал студентом. После выхода на пенсию Прелог продолжил путешествовать по миру, читая лекции в самых разных университетах. Будучи в преклонном возрасте (90 лет), он всё ещё продолжал приходить в лабораторию для работы над расширением и улучшением CIP–системы, а также для ведения важной переписки с химиками-органиками со всего мира. До конца своих дней он продолжал быть узнаваемой фигурой в химическом корпусе E.T.H. В его безукоризненно чистом старомодном белом халате его можно было часто встретить в кафе химического корпуса, где он беседовал за чашкой кофе со своими молодыми коллегами.

## Научные труды[1][6]
Научная карьера Прелога охватывает большую часть XX века. Первая публикация была написана в 1921, а последней работой послужил заключительный комментарий к разработанной им номенклатурной системе в стереохимии. Его работы в области химии можно рассматривать с двух сторон: прагматичное отношение к результатам (он рассматривал их с точки зрения пользы для химического знания, а также общества) и любовь к фундаментальной химии, чистой науке, различным фундаментальным концептам.
Первоначально Прелог сфокусировался на изучении алкалоидов, в частности хинина, основного алкалоида коры хинного дерева, тогда ещё остававшегося главным лекарственным средством против малярии. Состав вещества был известен с 1908 года, но конфигурация не была на тот момент установлена. Настоящим испытанием для химиков был синтез этого вещества (который успешно осуществил Р. Вудворт в 1947 году, открыв тем самым эру синтеза природных веществ). Однако была выдвинута идея о том, что более простые вещества могут обладать схожими терапевтическими свойствами. Основной проблемой синтеза была хиниклидиновая часть алкалоида. Чтобы решить эту проблему Прелог занялся работой по химии бициклических аминов, содержащих четвертичный атом азота во главе моста. В 1937 году его синтез данной части алкалоида был высоко отмечен. Без сомнения, оставшаяся не до конца решённой, проблема симметрии в молекуле побудила Прелога продолжить работу в области стереохимии. Помимо хинина, он занимался изучением адамантана и основания Трегера. В первую очередь Прелога интересовала стереохимия адамантана, соответствующие работы по изучению данного соединения были выполнены в 1941 году. По его собственному признанию, он взялся за эти работы в первую очередь ради продолжения дела его друга Люке. В 1944 году 38-летний Прелог решил проблему с основанием Трегера, установив конформационную диссимметрию данного соединения (при том, что структурно оно является симметричным). Он разделил энантиомеры данного соединения с помощью хроматографических методов. Это был огромный вклад в существовавшую в те дни стереохимию – информация о существовании асимметрического атома азота. Прелог зарекомендовал себя как химик, занимающийся синтезом природных веществ, а также имеющий ясный взгляд на «лабиринт» органической стереохимии.
Прелог не считал себя химиком-синтетиком, хотя именно его синтетическая практика и принесла ему мировую известность. В Цюрихе Прелог вернулся к изучению алкалоидов, но уже не в синтетическом смысле, а в смысле изучение их структуры химическими методами. В 1945 году состоялся дебют Прелога среди самых уважаемых химиков-органиков того времени, занимавшихся алкалоидами. Прелог показал, что предложенная Робинсоном формула стрихнина неверна, так как одно из колец не пятичленное. Хотя Прелог и озадачил Робинсона исправлением этой ошибки, он всё равно стал членом «клуба». Помимо нахождения этой ошибки, он годом ранее решил ещё одну насущную проблему этой химии – нашёл относительную конфигурацию у атомов С-3 и  С-4 в хиниклидиновой части алкалоида хинного дерева. Группа Прелога совместно с французскими группами М. Жанот и Р. Гутарел исследовали массу различных алкалоидов. Выдающейся работой стало определение структур цинхонамина и коринантена, которые позволили выявить взаимосвязь между индольными алкалоидами и хинолиновыми алкалоидами из коры хинного дерева. Прелог считал своим главным достижением выяснение структуры ароматических эритриновых алкалоидов. Вместе с Д.Кеннером, М.Кармаком и другими сотрудниками Прелог выпустил публикацию по исследованию эритриновых алкалоидов. Другая публикация, совместно с О. Егером, затрагивала тему алкалоидов паслёна и чемерицы. Она привела авторов к ключевой стероидной проблеме стереохимии того времени, которая также привлекла внимание Вудворта и Бартона, видных учёных того времени. Совместная работа великих учёных привела к установлению структуры сложного гетероциклического соединения – была установлена конфигурация у 13 из 14 атомов углерода у соединения Цивин. Последняя конфигурация была вскоре также выяснена.
Наступили времена, когда химическими методами легко устанавливались структуры сложных соединений, однако конфигурации атомов определялись с большими ошибками. В это время активно начинал использоваться метод рентгеноструктурного анализа. Прелог не испытывал к этому интереса, и, по сути, цивин стал последним исследованным им алкалоидом.
Прелог решил сосредоточиться на химии «больших и средних колец», синтезом соединений с асимметрическими атомами и использованием их для определения абсолютной конфигурации. Также он начал изучение ферментативного восстановления карбонильных соединений и развитие CIP-систем.
Прелог продолжил дело своих иммигрировавших в Америку коллег, которое заключалось в выделении, очистке и исследовании биологически активных соединений из животных экстрактов. Работы Прелога в конечном счёте привели к выделению двух стероидных спиртов, которые имели отношение к мужскому гормону андростерону. Эти исследования косвенным образом повлияли на объяснение причины того, почему свиньи по запаху могут искать трюфели – оказалось, что один из этих стероидов присутствует в составе трюфеля и действует на свиней как феромон.
Данная работа, основанная на наработках Ружички в области мужских половых гормонов и в области многоциклических кетонов, привела Прелога в область химии средних колец. После улучшения патентованного метода синтеза циклических кетонов ацилоиновой конденсацией альфа, омега эфиров с мелкодисперсным натрием в ксилоле, он увидел, что аннелирование по Робинсону может протекать несколько другим способом, давая двойную связь в голове моста. Стереохимик в Прелоге отреагировал на это следующим образом: он понял и доказал, что правило Бредта (о невозможности существования двойной углерод-углеродной связи во главе моста) выполняется только для бициклических систем, а для систем с наличием многих сочленённых циклов — это правило может нарушаться. Это позволило синтезировать достаточно протяжённые молекулы с кетонной и спиртовой функцией, для которых полярографическим методом были установлены Red/Ox потенциалы. Прелог показал, что величина потенциала сильно зависит от размеров цикла.
Прелога прежде всего интересовали занимательные свойства соединений средних циклов. Он заметил, что циклононы с числом атомов углерода от 9 до 11 плохо реагируют с синильной кислотой с образованием цианогидртнов, по сравнению с циклами, содержащими другое количество атомов углерода. Он описал это явление как следствие констелляций, т.е. особых форм данных молекул, что произрастает из вращения вокруг   С-С связей. На своей Столетней Лекции для Королевского химического общества (1949 год) он отметил важность этих идей для понимания различий в химических свойствах близкородственных соединений. С точки зрения современного учёного, кажется странным, почему он не применил те же идеи к объяснению свойств алициклических соединений, построенных из 6 сочленённых колец, таких как стероиды и тритерпены, тем самым опровергнув конформационные интерпретации Д. Бартона. Тем более, что в его распоряжении было много экспериментальных данных. Тем не менее, он, наравне с Бартоном, Хасселом и Питцером, может считаться одним из основателей конформационного анализа, а также в некоторой мере ответственным за современную терминологию.
Пиком его деятельности в этой химии считается открытие 1952 года. Его докторант, Карл Шенкер, в процессе поиска более простого метода синтеза двух диастереомерных циклодекан-1,2-диолов окислял цис- и транс-циклодекен, не получив при этом ни одного ожидаемого продукта. Прелог догадался, что в ходе реакции образовались 1,6-диолы. Так как в институте уже велись работы по изучению 1,6-диолов, это предположение было легко доказано. Также было показано, что создаётся преимущественно транс-конфигурация, а процесс включает кислотно-катализируемое раскрытие эпоксидного цикла с последующим трансаннулярным гидридным сдвигом. В то же время, А. Коуп из Массачусетского технологического института открыл такой же тип реакций для 8-ми членных циклов. Публикации из обеих научных групп появились практически одновременно. Кульминацией этих работ стало рентгенографическое исследование кристаллических производных циклодекана, которое и подтвердило все предположения Прелога относительно трансаннулярных конформационных эффектов. Работы в этой области связали физическую органическую химию с химией природных соединений. Своими трудами он завоевал уважение не только химиков-органиков, занимающихся природными соединениями (Робинсон, Вудворт, Тодд и Бартон), но и физхимиков-органиков (Вайнштейн, Ингольд и Крам).
В 1950-е годы было разработано эмпирическое правило (правило Прелога), которое позволяло определять конфигурации вторичных спиртов, зная энантиомерный выход определённой реакции с соответствующим эфиром. Позже он вплотную подошёл к энзимологии, изучая возникновение оптической активности у соединения в результате реакции с хиральным катализатором (например, хинином). Но эксперименты в области энзимологии мало интересовали Прелога, так как они были, на его вкус, слишком кропотливыми и далёкими от органической химии. Позже он изучал стереохимические особенности CIP-систем (вместе с Р. Каном и К. Ингольдом) – по сути, стереохимию у четырёхзамещённых атомов углерода.
В последние годы активных научных разработок Прелог занимался только стереохимией. Совместно с Г. Герлахом он продемонстрировал экспериментально обнаруженный тип циклостереоизомерии, основанный на обходе последовательности направленных связей в цикле по часовой стрелке или против часовой стрелки.
В 80-х годах Прелог увлёкся синтезом ионофоров и их исследованиями. Особый интерес вызывали производные винной кислоты.
Последняя публикация Прелога была издана в 1986 году в журнале, где он преимущественно печатался всю свою жизнь - Helvetica Chimica Acta.

## Личные качества Прелога[6]
Владимира Прелога уважали как учёного и любили как человека несчётное количество людей по всему миру. Он отличался остроумием, эрудицией. Прелог был высококультурным человеком, мог поддержать беседу практически на любую тему, а также знал огромное количество шуток, югославских пословиц и анекдотов (последние он любил рассказывать про своих коллег, химиков-органиков). Он проявлял необыкновенную эмпатию; мог быть скептиком среди скептиков, оптимистом среди оптимистов. Прелог крайне не любил власть, а именно принятие решений, которые могут сильно повлиять на судьбы других людей. Его редко удавалось вывести из себя. Он не вступал в ссоры и всячески избегал конфликтов. По его собственным словам, он презирал самодовольство. Прелог являлся интроспективной личностью, только иногда показывая свою эмоциональную внутреннюю сторону. Также Прелога можно в какой-то степени считать фаталистом.
Прелог получил классическое гимназическое образование. Независимо от темы дискуссии или от возникшего вопроса, Прелог мог ответить подходящей цитатой. Он увлекался камерной музыкой, хотя и не умел играть ни на одном музыкальном инструменте. Из композиторов ему больше всего нравились Дворжак и Бородин (который также был химиком-органиком). Из изобразительного искусства предпочитал классиков голландской школы живописи, мог даже провести экскурс в эту тему для своих друзей, с которыми вместе посещал музеи и выставки. Прелог заявлял, что не любит оперное искусство, но с большим уважением относился к творчеству Верди (особенно ему понравилась опера La Traviata).
Будучи рационалистом до мозга костей, отрицал все формы организованной религии. Никогда не принимал участия ни в каких коллективных формах общественной деятельности, не подписывал петиций. После получения им Нобелевской Премии в 1975 году, различные организации (в том числе религиозные) обращались к нему с просьбой подписать тот или иной документ в знак солидарности с идеями организации, но он всем отказывал.
В отличие от Л. Ружички, Прелог никогда не интересовался политикой. Как и многие, родившиеся и выросшие в Австро-Венгерской империи, Прелог испытывал определённую ностальгию по её государственному устройству и политическим традициям, особенно сравнивая прошлое с катастрофическими последствиями уничтожения того общественного строя. Не веря в подлинность политических заявлений, скептически относясь к идее о господстве человека над природой, будучи крайне озабоченным вредом популизма и тиранией масс-культуры, он, тем не менее, чтил идеалы демократии. Он любил цитировать К. Буркхарта: «Тоталитаризм есть отрицание сложности».
В речи, произнесённой в 1971 году для вновь натурализованных граждан Швейцарии, Прелог признался: «Если вы спросите меня, что связывает меня с моей новоприобретённой родиной, то я отвечу, что это не только отличные условия для работы, существующие в E.T.H., но и дух толерантности, который позволяет мне жить в гармонии с моей совестью, а также с писаными и неписаными законами общества, в котором я живу».

## Награды[1]

### Медали и премии
- 1945 г. — Медаль и премия имени Вернера, вручена Шведским химическим обществом
- 1962 г. — Медаль STAS, вручена Бельгийским химическим обществом
- Почётная медаль, вручена университетом Уильяма Марша Райса
- 1965 г. — Премия Марселя Бенуа
- 1966 г. — Медаль Хануса, вручена Чехословацким химическим обществом
- 1967 г. — Медаль Августа-Вильема-вон Хофмана, вручена Немецким химическим обществом
- 1968 г. — Медаль Дэви, вручена Лондонским королевским обществом
- 1968 г. — Премия Роберта Робинсона[нем.]
- 1969 г. — Премия Адама Рогера, вручена Американским химическим обществом
- 1970 г. — Почётная медаль, вручена Академией фармацевтических наук в Вашингтоне
- 1971 г. — Почётная медаль, вручена Ирландской академией наук в Дублине
- 1974 г. — Медаль Пауля Каррера, вручена Университетом Цюриха
- 1975 г. — Нобелевская премия по химии «За исследования в области стереохимии органических молекул и реакций»
- 1976 г. — Премия Парацельса[нем.], вручена Шведским химическим обществом
- 1977 г. — Орден Югославской звезды
- Орден Восходящего Солнца
- 1978 г. — Медаль Эмиля Воточека, вручена Институтом химической технологии в Праге
- 1983 г. — Премия Хамильтона, вручена Университетом Огайо
- Премия Эванса, вручена Университетом Огайо
- 1984 г. — Премия памяти Аруна Гутхикондо, вручена Колумбийским университетом
- 1985 г. — Медаль Адольфо Куилико, вручена Итальянским химическим обществом
- 1986 г. — Орден Югославского Знамени с Золотым венцом
- 1989 г. — Медаль Бозо Тезака, вручена Хорватским научным обществом.
- 1996 г. — Орден Хорватской звезды с ликом Руджера Бошковича[18]

### Членство в научных обществах
- 1948 г. — почётный член Чехословацкого и Хорватского химических обществ
- 1954 г. — член-корреспондент Югославской академии наук и искусств
- 1960 г. — почётный член Американской академии искусств и наук
- Почётный член Лондонского химического общества
- 1961 г. — иностранный член Национальной академии наук США
- 1962 г. — иностранный член Лондонского королевского общества
- Почётный член Бельгийского химического общества
- 1963 г. — член Немецкой академии наук Леопольдина
- 1964 г. — иностранный член Ломбардского института и академии наук Летере
- 1965 г. — почётный член Американского биохимического общества
- Иностранный член Национальной академии деи Линчеи в Риме
- 1966 г. — иностранный член Академии наук СССР
- Член научного общества Нью-Йоркской академии наук
- 1971 г. — иностранный член Королевской академии наук в Дании
- 1973 г. — член-корреспондент Академии наук и искусств Боснии и Герцеговины
- 1976 г. — иностранный член Американского философского общества в Филадельфии
- 1977 г. — почётный член Сербского химического общества
- Почётный член Японского Фармацевтического общества
- Почётный член Институт великого герцогства Люксембург
- 1978 г. — почётный член Японского научного общества
- Почётный член Химического института Саррии в Барселоне
- 1979 г. — член-корреспондент Словенской академии наук и искусств
- 1981 г. — член Европейской академии наук, искусств и прозы
- Иностранный член Сербской академии наук и искусств
- Иностранный член Парижской академии наук
- 1983 г. — почётный член Немецкого химического общества
- 1985 г. — член Папской академии наук в Ватикане
- 1986 г. — почётный член Югославской академии наук и искусств
- Почётный член Швейцарского химического общества
- 1987 г. — почётный член Австрийского химического общества
- 1988 г. — член Швейцарской академии точных наук
- 1990 г. — член Европейской академии в Лондоне
- Почётный президент AMA (Alma Mater Agramensis)

### Докторские степени
- 1954 г. — Почётный доктор университета Загреба
- 1963 г. — Почётный доктор Ливерпульского университета
- Почётный доктор Парижского университета
- 1969 г. — Почётный доктор Кембриджского университета
- Почётный доктор Брюссельского свободного университета
- 1977 г. — Почётный доктор Манчестерского университета
- 1978 г. — Почётный доктор Химического института Саррии в Барселоне
- 1985 г. — Почётный доктор Вейцмановского института
- 1989 г. — Почётный доктор университета Любляна
- Почётный доктор университета Осиек
- 1992 г. — Почётный доктор университета Химической технологии в Праге
- 1996 г. — Почётный доктор университета Сараево.

### Другие отличия
- 1989 г. — почётный гражданин Загреба
- 1992 г. — почётный гражданин Сараево